# Шолданештский район
Шолдане́штский райо́н (рум. Raionul Şoldăneşti, Район Шолданешты) — административно-территориальная единица Республики Молдова.

## География
Предположительно войдёт в состав нового еврорегиона «Днестр».

## История
Район образован 10 ноября 1980 года, центр — село Шолданешты. В состав района вошло около 60 % территории бывшего Котюжанского района, а также около половины территории Резинского района.
5 мая 1985 года вслед за переименованием районного центра, район переименовывается в Черненковский район. В 1988 году району возвращают изначальное название.
С 1999 года по 2002 год, в рамках проводимой административной реформы, район являлся частью Оргеевского уезда. После упразднения уездного деления, район вновь стал самостоятельной административной единицей.

## Население
|            | 2003 год | 2004 год | 2005 год | 2006 год |
| ---------- | -------- | -------- | -------- | -------- |
| Шолданешты | 7 700    | 7 700    | 6 300    | 6 300    |
| сёла       | 37 550   | 37 400   | 35 900   | 35 600   |
| Всего:     | 45 250   | 45 100   | 42 200   | 41 900   |

## Известные уроженцы
- Андроник, Николае (род. 1959) — молдавский политический деятель.
- Волонтир, Михай Ермолаевич (1934—2015) — актёр театра и кино, народный артист СССР (1984).
- Ионку, Теофил (1885—1954) — бессарабский политик.
- Лупан, Андрей Павлович (1912—1992) — молдавский советский писатель и общественный деятель.
- Матковски, Думитру (1939—2013) — молдавский писатель, действительный член Академии наук Молдовы.
- Мурафа, Симеон (1887—1917) — бессарабский политик, редактор газеты «Cuvânt moldovenesc».
- Урски, Георге (род. 1948) — молдавский юморист, артист разговорного жанра.
- Чепрага, Надежда Алексеевна (род. 1952) — молдавская и советская певица.
- Аргату Стелла — современная молдавская певица

## Достопримечательности
- В восточной части Шолданешт начинается живописный каньон длиной 16 км и глубиной 120—160 метров, оканчивающийся у реки Днестр. По дну каньона течёт приток Днестра речка Чорна, а на одной из террас склона в конце XIX века проложена железная дорога участка «Бельцы — Рыбница — Слободка (Украина)». В скалистых склонах каньона население издревле добывало строительный материал — бут и котелец. Здесь же «варили» известь.
- На среднем Днестре возле Алчедара (Алчедарское городище) находился крупный город тиверцев Черн (Чёрный город, крупнейший найденный древнерусский город на территории современной Молдовы, располагавшийся между Белгородом и Хотиным). Город был покинут в середине XII века.

## Палеогенетика
У представителя трипольской культуры I7920 из Cunicea-Prişanscaia Gora (3350—3099 calBCE, Section 4, Layer 3, Burial 4 Молдавия) Y-хромосомную гаплогруппу I2a-M223>CTS10057>L701>Y5606>L699>S12195 и митохондриальную гаплогруппу K1b2.